# Dance for You
"Dance for You" là một bài hát của nữ ca sĩ Beyoncé cho phiên bản cao cấp của album phòng thu thứ tư của cô, 4 (2011). Bài hát được viết bởi Beyoncé, Terius "The-Dream" Nash và Christopher "Tricky" Stewart, trong khi sản xuất được giao cho hai người đó. Trong "Dance for You", Beyoncé, nhân vật chính là cô, nói về tình yêu của cô dành cho người đàn ông của mình và về tất cả những điều cô sẽ làm gì để cho ông ta thấy sự đánh giá cao của mình.
"Dance for You" đã được đón nhận bởi các nhà phê bình âm nhạc, những người đã ghi nhận tương đồng của bài hát so với những bài hát của Janet Jackson; họ cũng ca ngợi sản xuất và giọng hát của Beyoncé. Sau khi phát hành  4 , "Dance for You" ở đầu tại vị trí thứ 200 trên South Korean International Singles Chart, và ở vị trí thứ 147 trên UK Singles Chart. Mặc dù ca khúc này chưa và không bao giờ được phát hành như một đĩa đơn, nó xuất hiện trên nhiều bảng xếp hạng tại Hoa Kỳ dựa trên hỗ trợ radio. "Dance for You" đạt vị trí số 78 trên Billboard Hot 100, và số 6 trên Hot R&B/Hip-Hop Songs.

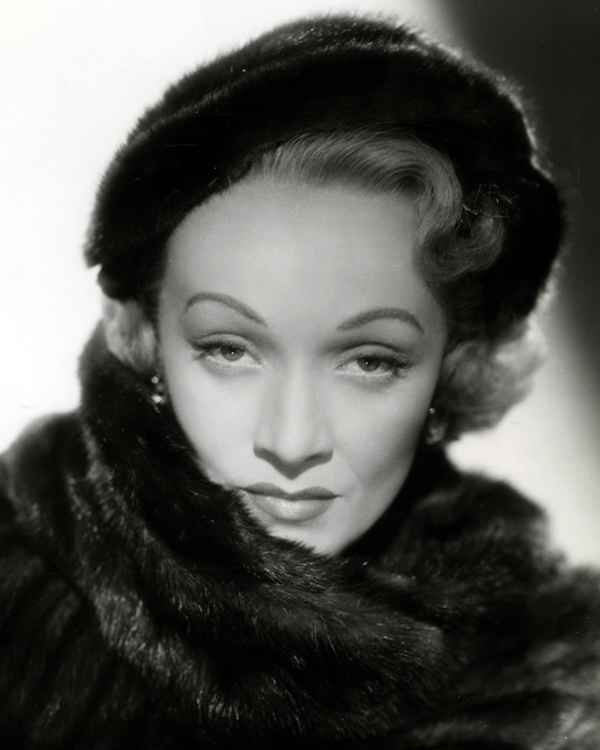
Beyoncé đã đóng Marlene Dietrich (hình) trong video âm nhạc cho bài hát.

Video âm nhạc của mình được đạo diễn bởi Beyoncé và Alan Ferguson. Clip ra mắt vào 25 tháng 11 năm 2011 và được đặt trên DVD concert  Live at Roseland: Elements of 4  (2011). Lấy cảm hứng từ phim noir năm 1940, video được quay tại màu đen-trắng và chụp Beyoncé nhảy múa và hất tóc của cô trong một văn phòng thám tử để quyến rũ anh ta. Các nhà phê bình đã viết rằng video có chứa một số động thái tốt nhất và gợi cảm nhất của Beyoncé, gọi cô là một femme fatale, và nhận xét rằng ý tưởng của mình phù hợp có hiệu quả lời bài hát của bài hát. Bài hát là một phần trong danh sách tập hợp của Beyoncé trong chương trình trực tiếp của cô Revel Presents: Beyoncé Live (2012) và The Mrs. Carter Show World Tour (2013).

## Xếp hạng
| Bảng xếp hạng (2011–12)                          | Vị trí cao nhất |
| ------------------------------------------------ | --------------- |
| Hàn Quốc Gaon International Chart                | 200             |
| Anh Quốc Singles Chart (Official Charts Company) | 147             |
| Hoa Kỳ Billboard Hot 100                         | 78              |
| Hoa Kỳ Hot R&B/Hip-Hop Songs (Billboard)         | 6               |

| Bảng xếp hạng (2012)                     | Vị trí |
| ---------------------------------------- | ------ |
| Hoa Kỳ Hot R&B/Hip-Hop Songs (Billboard) | 33     |